# Astronomía precolombina
La astronomía precolombina es el desarrollo de esta ciencia en los pueblos que habitaban el continente americano antes de la llegada de Cristóbal Colón y su posterior colonización por las potencias europeas.
Las diversas civilizaciones que habitaban América tenían grados de desarrollo muy diferentes. Algunas de ellas estaban técnica y científicamente muy desarrolladas e incluso había civilizaciones, ya desaparecidas para entonces, que habían tenido una compleja estructura social y técnica. 
El estudio del firmamento mediante la observación y su entrelazamiento con mitos es un proceso importante en la confección de las cosmovisiones de los pueblos preindustriales, y ciertamente desempeñó un papel destacado en las civilizaciones más complejas de la América precolombina. Ese estudio fue la base para el desarrollo técnico y económico al poder dar las pautas sobre los trabajos agrícolas y así incidir, con su producción, en el mantenimiento de una "casta" destinada a la investigación.

## Losmayasy suscalendarios
El pueblo maya, que habitó el Yucatán mexicano y Guatemala antes de la conquista española, así como partes de lo que hoy es Belice, Honduras y El Salvador, tenía un alto grado de desarrollo en sus observaciones astronómicas, que usaba para confeccionar detallados calendarios que se entremezclaban con sus mitos y su concepción del mundo.
El calendario maya está basado en lo que se llama los ciclos sinódicos de la Luna, que van de luna nueva a luna llena. Pero debemos recordar: el ciclo sinódico mide la luna como se ve desde la Tierra. No es lo mismo desde la Luna. El otro ciclo de la luna es lo que usualmente se refiere como el ciclo sideral, que es la medida de donde la luna aparece en un lugar en el cielo y cuando reaparece en ese mismo lugar. El ciclo sinódico, que es la base del calendario lunar, tiene una medida irregular de 29 y medio días; el calendario sideral tiene una medida de un poco más de 27 días; así que pueden ver, entre 27 días y 29 días, el punto intermedio es 28.
El año nuevo maya comienza en el solsticio de invierno, el 26 de julio, día en que la estrella Sirio asciende en conjunción con el Sol, y termina el 24 de julio del año siguiente (364 días).
El calendario consta de 13 lunas de 28 días cada una, divididas en cuatro semanas de 7 días cada una.
La primera semana es roja, inicia el conocimiento, la segunda es blanca de refinamiento, la tercera azul de transmutación y la cuarta amarilla de maduración.
El Haab, la "cuenta anual" maya, mide el año solar y lo cuenta en 18 meses de 20 días cada uno, pero los últimos 5 días del año, llamados "Uayeb" se consideraban nefastos, vacacionales y excluidos de los registros cronológicos, aunque eran fechados.
Varios científicos han discutido sobre la mayor exactitud del calendario maya comparado con el gregoriano, debido a que el Haab es muy exacto.

## Losincasy el culto al Sol
El Sol, y su culto, parece ser una constante en las culturas de la Antigüedad, sin duda por el rol que el astro rey cumple en el "calendario agrícola". Los incas adoraban al Sol fundamentalmente para que les proporcionara abundantes cosechas. Era una fuerza dominante y un símbolo de prestigio y poder.
En el Perú el culto al Sol se oficializó debido a las invasiones incas. Estos, que adoraban al Sol al extremo de afirmar que los gobernantes eran sus hijos, llevaban su religión a todos los pueblos que iban sometiendo por medio de la guerra.
El Sol ("inti", en quechua), al que acostumbran representar por un gran disco de oro circundado de rayos, era adorado en templos cubiertos totalmente de oro, como lo era el Koricancha o "patio de oro" en la ciudad del Cuzco. También se afirmaba que el maíz eran las lágrimas del Sol debido al color dorado que tiene el maíz seco. Por lo tanto se ofrendaba al Sol la bebida que se elaboraba con el maíz: la chicha.
El culto al Sol tenía su apoteosis en la Fiesta del Sol ("Inti Raymi" en quechua) que hasta ahora se reproduce, todos los 24 de junio, en la ciudad del Cuzco.
Algunos cronistas afirman que los incas podían predecir eclipses.

## Losanasaziy lasupernova SN 1054
SN 1054 es una supernova que fue ampliamente vista en la Tierra en el año 1054. Según astrónomos chinos y árabes, fue notoria a la luz del día durante 23 jornadas y visible 653 noches, a partir del 4 de julio. Posiblemente se trató de una supernova tipo II.
Se cree que los pueblos indígenas americanos mimbres y anasazi, en el suroeste de lo que hoy es Estados Unidos, vieron y registraron a SN 1054. Los anasazi dibujaban símbolos misteriosos y observaban los desplazamientos solares. De su manufactura se cuenta con un petroglifo que podría representar un mapa del cielo, incluyendo este fenómeno celeste, en un risco de la comunidad Cañón del Chaco.

## Las líneas deNazca
Descubiertas en 1926 por Toriobio Mejía Xesppe peruano, posteriormente el científico estadounidense Paul Kosok determinó que estos fabulosos y enormes dibujos trazados sobre territorio son un gran Calendario astronómico, ellos permanecieron en el anonimato desde la conquista occidental.
Se trata de más de treinta geoglifos que representan figuras de animales, geométricas y humanas ubicadas en las pampas del desierto peruano: Palpa, Ingenio, Nazca y Socos, cubriendo una superficie aproximada de 450 km². Pudieron haberse realizado desde el suelo entre dos hombres, con estacas y cuerdas, creando surcos para luego rellenarlos con la arenisca blanquecina que resalta las figuras.
En 1941, Kosok regresó a su país de origen no sin antes sugerir a María Reiche, quien le había asistido en las investigaciones, el continuar con el estudio de los dibujos que él había empezado a descifrar. María dedicaría su vida a esa labor. En su opinión, estas líneas eran usadas por los antiguos astrónomos peruanos tal como si fuesen un gigantesco calendario solar y lunar, cobijado en la arena y en las borrosas leyendas y mitos de los lugareños.
En abril de 2006 científicos de la universidad japonesa de Yamagata anunciaron haber identificado 100 nuevos geoglifos en Nazca. Lamentablemente algunos de ellos están en mal estado debido al tráfico de camiones que atraviesa la zona.

### Datación
Un grupo de científicos encabezado por Persis B. Clarkson y Ronald I. Dorn han puesto en práctica un novísimo método de datación que consiste en analizar la cantidad de Carbono 14 (C14) contenido en materiales orgánicos de tamaño milimétrico atrapados en el barniz de roca, que es una capa que se forma en la superficie de las piedras en climas extremadamente secos. Para esta medición emplearon un espectrómetro de masa (EM) de C14. Los fechados producidos por estos análisis ubican a muchas de estas líneas y figuras entre los 550 a 650 años d. C., esto es durante la fase Nazca Temprano del Período Intermedio Temprano. Se cree, además, que su construcción debe haberse extendido sobre un período largo por el extraordinario número de dibujos. Su perfecta proporción y enorme tamaño destacan la armonía y el equilibrio geométrico sobre todo en las figuras de animales.

### Hipótesis
Diversas tesis se han tejido sobre el origen de las Líneas de Nazca. El motivo por el cual las figuras y líneas están hechas para ser apreciadas mejor desde el aire es explicado por la facultad que tenían las antiguas divinidades nazca de convertirse en aves y volar. En la cerámica hay gran cantidad de dibujos de dioses alados y otros, que sin tener alas, están en clara posición de vuelo. 
Para Johan Reinhaed los dibujos se hicieron en honor a los dioses del agua, pues para los nazca los cerros eran los responsables de la aparición de la lluvia. Los ríos en Nazca son estacionales y están secos la mayor parte del año. Así que, a fin de proveerse de una segura fuente de agua los antiguos nazquences construyeron una prodigiosa red de canales subterráneos que captaban el agua del subsuelo y la conducían hasta los campos de cultivo. Dicho sistema funciona aún en la actualidad y las aguas que acarrean irrigan gran cantidad de campos de cultivo. Muchos de estos canales empiezan al interior de algunos cerros. Por ello, atribuirles a las figuras de Nazca el control del agua fue un paso lógico y natural.
Sin embargo, la explicación más plausible es la de María Reiche, quien las ha estudiado por más de cuatro décadas, y afirma que se trata de un calendario astronómico.

### La opinión de María Reiche Neumann
Es de suponerse que si los autores no podían volar porque se les llamarían zadicos voladores, solo en la imaginación podían percibir el aspecto de sus obras..., deben haberlas planeado y dibujado de antemano en una menor escala —opinaba la doctora Reiche.
Afirmó ella también que la astronomía fue muy bien desarrollada y cultivada por los antiguos andinos, alcanzando un alto nivel científico en la costa peruana. Sólo así se explica la perfección de estos geoglifos que constituyen un gran calendario astronómico. Más aún, el plasmar y proyectar una escala tras otra necesitan de una mente capaz de formar complejos conceptos abstractos y excelente facultad de razonamiento.
Reiche describe así algunas de las principales figuras:
El Mono. 
Esta célebre figura, una de las más importantes según los arqueólogos, mide unos 135 m. En ella, aparece un simio con solo nueve dedos y cola espiralada. La hipótesis sobre su significado más difundida entre los especialistas es que representa a la Osa Mayor.
El Pájaro Gigante. 
Esta figura muestra un ave de gran tamaño. Su pico apunta en dirección al Sol naciente pasado mediados de junio (por lo que los especialistas creen que tenía la función de anunciar el Inti Raymi, una fiesta de los incas en adoración al Sol), y presenta un cuello similar al de una serpiente. El diseño mide 300 m de largo y 54 m de ancho.

### Las Líneas de Nazca y lapseudociencia
En la búsqueda de "hipótesis" para explicar la manufactura de las Líneas, el hotelero suizo Erich von Däniken, en su libro La Respuesta de los Dioses, afirmó —sin demasiados fundamentos fácticos— que se trata de señales y pistas de aterrizaje para naves extraterrestres.